# Boat-tail
La boat-tail, a volte anche scritta boattail, è un tipo di carrozzeria di gran moda negli anni venti del XX secolo.

## Storia

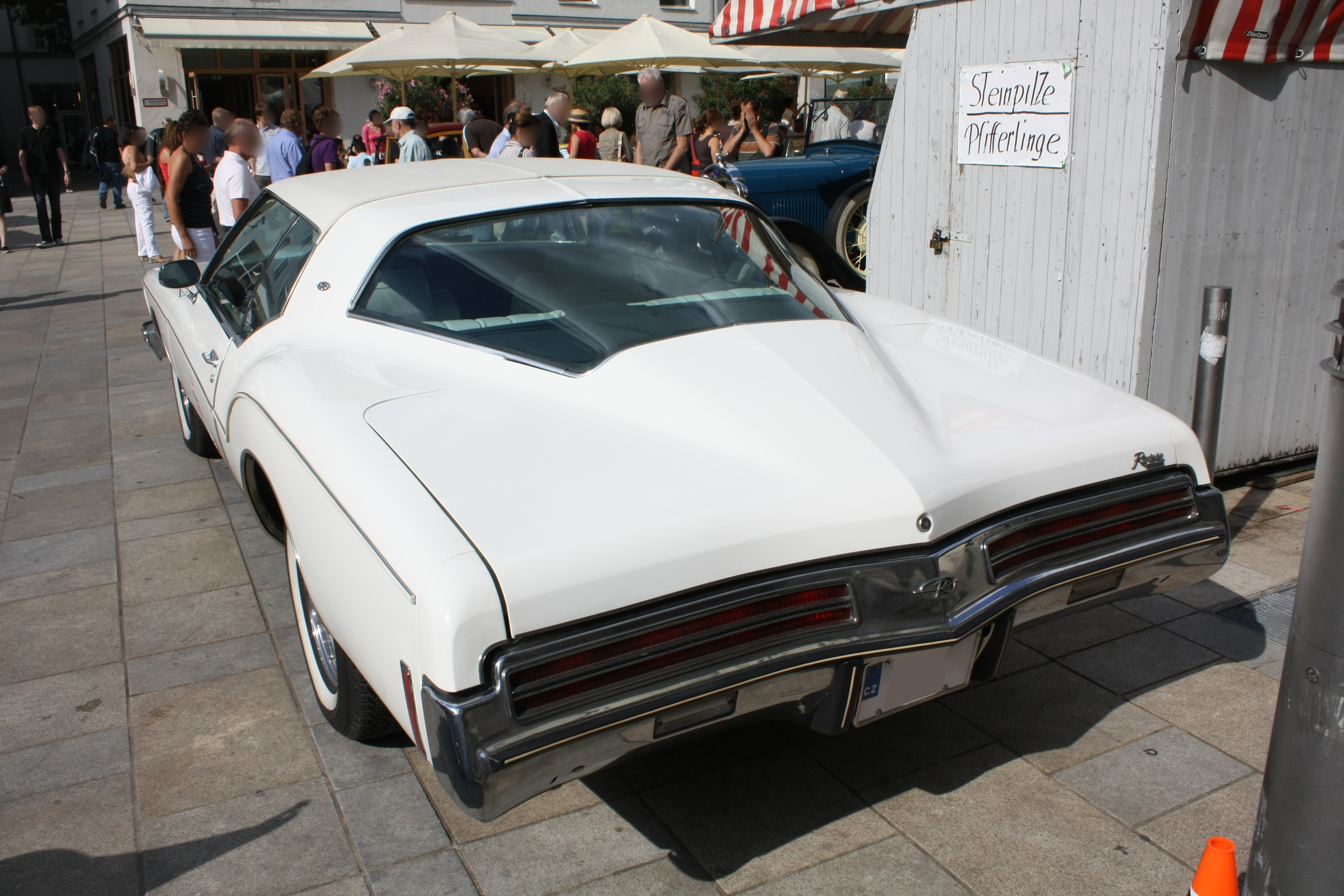
Buick Riviera GS di terza generazione, anche detta "boat-tail"

Nell'epoca pionieristica dell'automobile, la nascente ricerca aerodinamica tentava di risolvere alcuni problemi di penetrazione e stabilità delle vetture alle alte velocità, attraverso la realizzazione di un posteriore rastremato e tondeggiante, come le poppe di alcune imbarcazioni. Infatti, l'espressione inglese boat-tail è traducibile in italiano come "coda della barca".

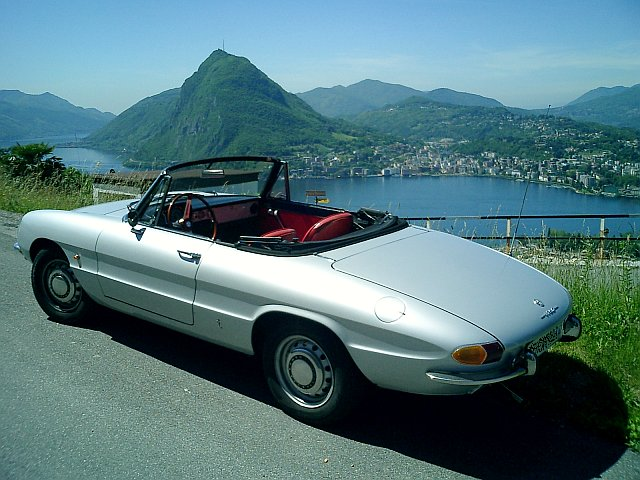
Il posteriore boat-tail dell'Alfa Romeo "Duetto" 1ª serie del 1968

L'accorgimento, data la sua funzionalità, è stato poi adottato definitivamente nella produzione automobilistica, almeno per quanto riguarda la rastrematura posteriore e, intorno agli anni cinquanta, trasferito anche su molte carrozzerie motociclistiche, nella realizzazione di vari codini, per moto stradali o da competizione velocistica.

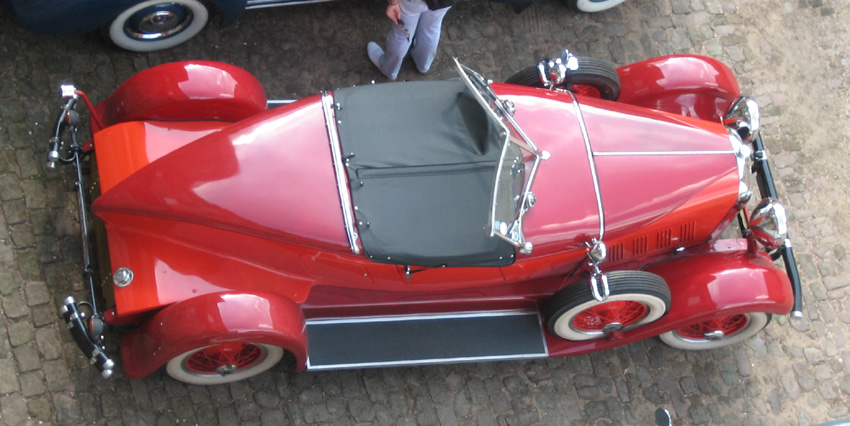
Auburn Speedster del 1929

Sia l'espressione sia il concetto sono mutuati dagli studi del tenente colonnello francese George-Raymond Desaleux sulla conformazione delle pallottole che, a fine Ottocento, avevano portato alla realizzazione della pallottola tipo Balle D, poi universalmente prodotta e gergalmente rinominata boat-tail, dai militari anglofoni.